# 建国东路
建国东路是中華人民共和國上海市黃浦區一條東西走向瀝青道路，西起重慶南路與建國中路相連，中与顺昌路、黄陂南路、马当路、淡水路等道路相交，東至肇周路，道路全长928米，宽15米至15.5米，车行道宽9米至9.2米。道路於清朝光绪二十八年（1902年）前修築，當時道路名為康悌路（Route Conty），道路名稱來自於法国驻华公使。中華民国32年（1943年）改名长兴路，路名來自浙江長興縣。中華民国34年（1945年）更名建國東路（一說1946年更名）。